# 2S5 Giatsint-S
El 2S5 Giatsint-s (en ruso: 2С5 «Гиацинт-С») es un obús autopropulsado soviético/ruso de 152 mm. "2S5" es su designación GRAU. Está protegido por NBC. El 2S5 es capaz de atacar objetivos a distancias más largas y con una cadencia de tiro más alta que el 2S3 Akatsiya de 152 mm de producción más amplia, y es capaz de disparar proyectiles nucleares.

## Historial de producción
La producción del 2S5 Giatsint-S comenzó en 1976 junto con la versión remolcada del 2A36 Giatsint-B. Utiliza un chasis modificado del sistema de misiles tierra-aire SA-4 Krug con buena movilidad campo a través y puede transportar 30 municiones de 152 mm con un alcance de 28 kilómetros, o 33-40 kilómetros para proyectiles asistidos por cohetes. Además de explosivos de gran potencia, el arma también puede disparar proyectiles HEAT, de racimo, de humo y nucleares. El despliegue para disparar el arma toma 3 minutos y puede mantener una velocidad de disparo de 5 a 6 disparos por minuto. La mayor parte de la tripulación, con la excepción del artillero, se despliega fuera del vehículo mientras dispara. Por lo general, va acompañado de un portador de municiones con 30 rondas de municiones adicionales.
El 2S5 se introdujo en servicio en 1978, reemplazando a los batallones de cañones de campaña M46 de 130 mm en las brigadas de artillería soviéticas a nivel del Ejército y del Frente, y también ha sido conocido como M1981 por los Estados Unidos. La producción cesó en 1991.

## Historial operativo
El 2S5 fue utilizado por primera vez en combate por la Unión Soviética en la guerra afgana-soviética. Posteriormente, las fuerzas rusas lo utilizaron en la primera guerra chechena y la segunda guerra chechena.
El 2S5 ha sido empleado por el ejército ucraniano y el ejército ruso en la guerra del Donbas.

## Operadores

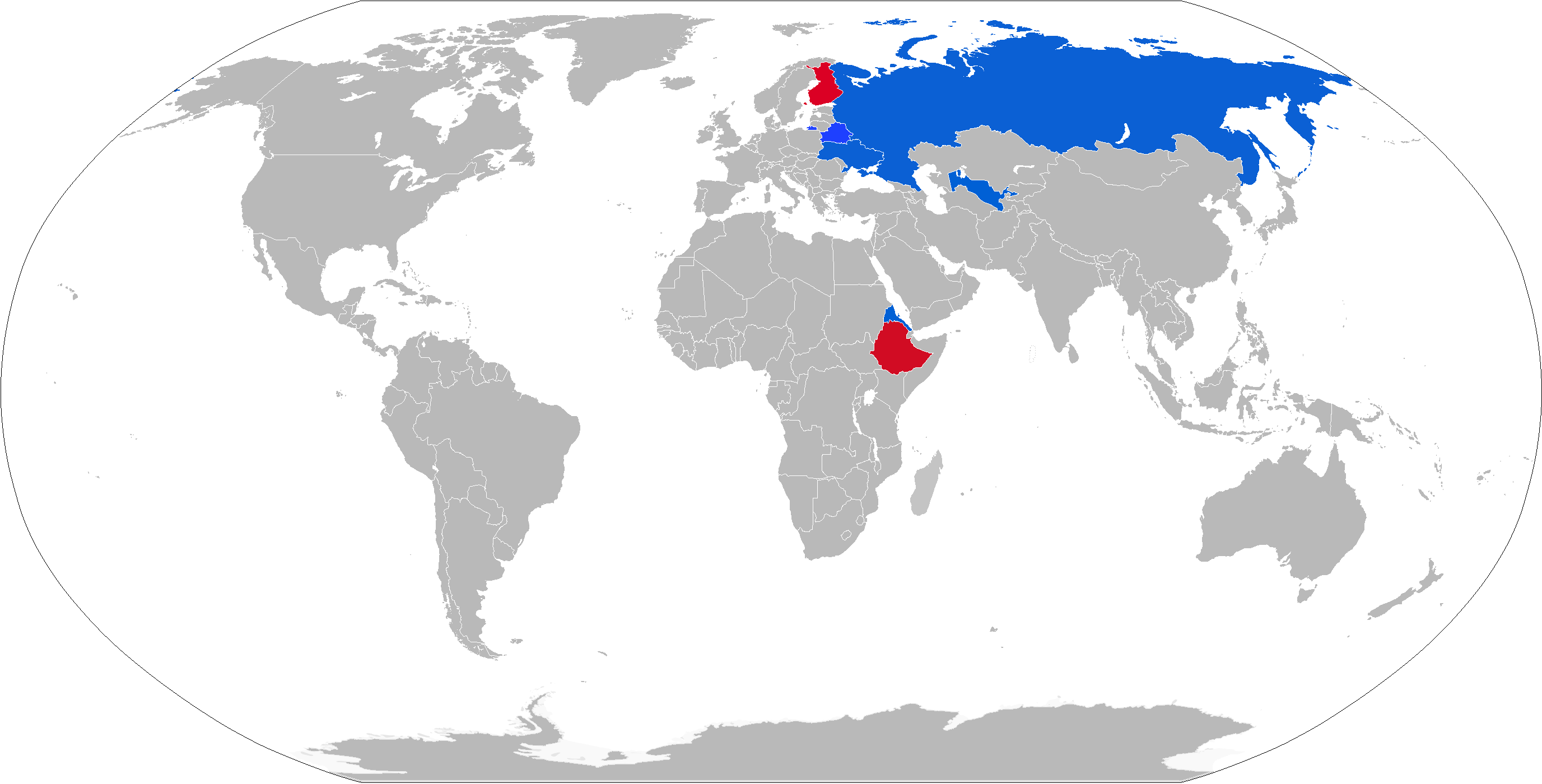
Actuales operadores en azul; anteriores en rojo

### Operadores actuales
Bielorrusia
120
 Eritrea
13
 Etiopía
80
 Rusia
- Ejército : 399 unidades (+500 en almacenamiento)
- Armada : 170 unidades (+algunas en almacenamiento)

 Ucrania
24

### Antiguos operadores
Unión Soviética

 Finlandia
- Ejército finlandés: conocido como 152 TELAK 91. 18 unidades.